# Titanus
Pour les articles homonymes, voir Titanus (homonymie).
Titanus est une société de production et de distribution cinématographique et télévisuelle italienne, fondée en 1904 à Naples. C'est la plus ancienne société cinématographique italienne, elle est toujours en activité et a maintenant son siège à la Farnesina, quartier de Rome, où elle se consacre à la production pour la télévision.

## Historique

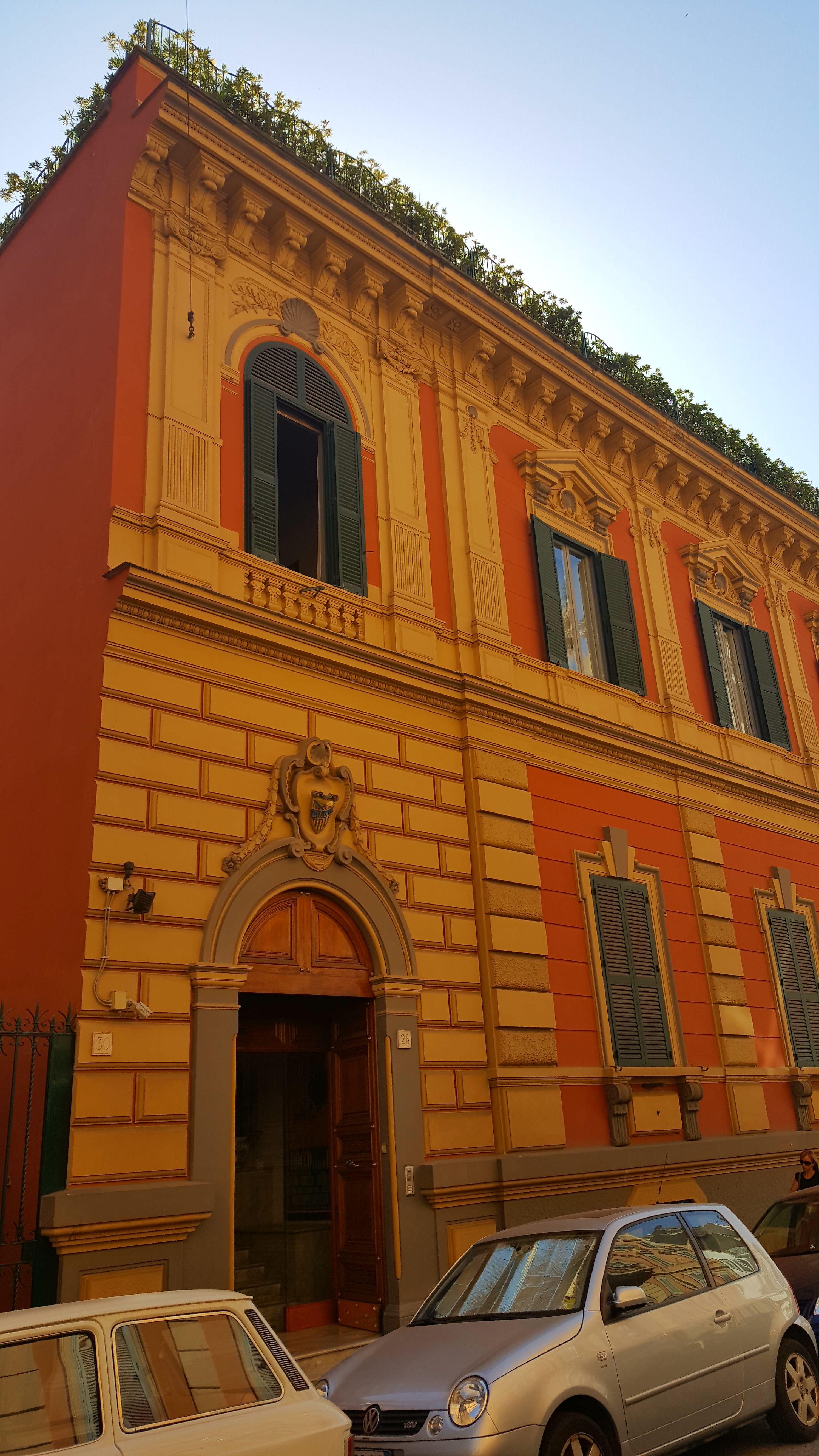
Via Sommacampagna 28, Rome

La Titanus est fondée initialement sous la raison sociale « Film Italiana » par Gustavo Lombardo, alors étudiant en droit. C'est le début du cinéma commercial et la jeune entreprise est spécialisée dans la prospection, la vente et la location de pellicules notamment pour les salles de projection. En 1917 la société prend le nom de « Lombardo film » et devient maison de production et de distribution cinématographique. C'est G. Lombardo qui lance dans la carrière cinématographique Leda Gys, sa future épouse : elle devient l'une des premières divas du cinéma italien.
En 1928 l'entreprise est à nouveau rebaptisée et, à partir de 1930, la Titanus déménage progressivement à Rome. Le fils de Gustavo et Leda, Goffredo Lombardo, devient l'un des principaux producteurs italiens de l’après-guerre et suit le néoréalisme italien, avec ses réalisateurs les plus éminents tels Roberto Rossellini ou encore Vittorio De Sica. Le faible succès du film Sodome et Gomorrhe de Robert Aldrich (1962) et la somme exorbitante déboursée pour produire  Le Guépard de Luchino Visconti (1963) ont convaincu la Titanus d'abandonner la production cinématographique en 1964 pour se concentrer sur la production télévisuelle, où elle est toujours active.

## Production et Distribution
- Le Guépard (1963)
- Rocco et ses frères
- Les Trois Mousquetaires (1953)
- Fille dangereuse
- La Fille à la valise
- Galerie des Cerambycidae
- Sodome et Gomorrhe (1962)
- Le Voleur de Bagdad (1961)
- La Bataille de Naples
- Le Quatrième Roi (1998, téléfilm)
- Beaux mais pauvres
- Onze heures sonnaient
- Jours de gloire
- La Bataille de Marathon
- La Maja nue
- Les Travaux d'Hercule (1958)
- Au-delà des grilles
- Hold-up à la milanaise
- Été violent
- Fils de personne
- Il bidone
- La ciociara
- Nous les femmes
- Mandrin, bandit gentilhomme
- Le Confident de ces dames
- La Fille qui en savait trop
- Le Masque du démon
- L'Esclave du pharaon
- Madeleine, zéro de conduite
- Le Septième Ciel (1958)
- Mariage à l'italienne
- L'Esclave du péché
- Mandrin, bandit gentilhomme
- Le Manteau (1952)
- Le Mensonge d'une mère
- Hier, aujourd'hui et demain
- I due della legione straniera
- Onze heures sonnaient
- Maigret et l'Affaire Saint-Fiacre

Distribution:
- L'homme sans mémoire (1974) de Duccio Tessari